# Impatiens janthina
Impatiens janthina är en balsaminväxtart som beskrevs av Thw. Impatiens janthina ingår i släktet balsaminer, och familjen balsaminväxter. Inga underarter finns listade i Catalogue of Life.